# Lex Licinia Mucia
La lex Licinia Mucia de civibus redigendis est une loi romaine proposée et promulguée en 95 av. J.-C. par les consuls Lucius Licinius Crassus et Quintus Mucius Scaevola.
Cette loi est évoquée à plusieurs reprises par Cicéron, et commentée par Asconius,. Le texte transmis par Asconius n'est pas très clair, le but de la loi était d'expulser de Rome des groupes de Latins et d'alliés italiens venus en masse dans la cité, ou au moins d'exclure ceux illégalement inscrits sur les listes comme citoyens romains.
Cette loi conservatrice allait à l'encontre des aspirations des alliés italiens, elle est citée par l'historien Diodore de Sicile comme une des principales causes de la guerre sociale,.